# 薩摩平氏
薩摩平氏（さつまへいし）は、中世前期の平安末期から鎌倉時代頃まで、主に薩摩半島を支配した桓武平氏の一族。平貞時を祖とする。
平貞時は、多くの系図では平忠通の孫とする。『坂東諸流綱要』では平良持の子（鎮西に下向）とされる。また一説には村岡五郎良文（平良文）四世の伊佐（伊作）平次貞時であるとも言われる（「加世田氏系図」、「谷山氏系図」）。

## 平貞時伝
伊作平二貞時（胆沢平二貞時）が、969年（安和2年）の安和の変で連座して越後国に配流されたと伝わる（『二中歴』）。後述の島津荘を開墾したと伝わる大宰大監平季基は貞時の孫とも伝わる（貞時の子に平貞元（貞基、良元）、貞元の子が季基）。ほか子孫に良宗、宗俊、宗行の流れがある。
後述の島津荘を開墾したと伝わる平季基の子は伊佐平次兼輔と伝わり、肥前国神埼荘に土着、神埼氏を称した。兼輔の子の神崎兼重は薩摩国阿久根に入り子孫は阿久根氏（祖に神崎成兼）を称した。
後述の河邊伊作系図によると、平貞時（伊佐（伊作）平次貞時）が九州総追補使の地位を得て肥前国と南九州の領地を得、肥前国鹿島に土着したとあり、貞時の四代良道の時に薩摩国伊作郷に土着し、伊作良道を称したとされる。ただし伊作良道は兼重の弟良忠の子とも伝わり、実際に良道が貞時の直系だったかどうかは不明である（良宗流からの養猶子とも）が、良道が伊作の郡司に補任されたのは史実である。
```
 平貞時┳貞元┳季基━兼輔（神崎荘）┳兼重（阿久根氏）
 　　　┃　　┃　　　　　　　　　　┗良忠━伊作良道
 　　　┃　　┗良宗━姶良荘（姶良、末次など）
 　　　┗宗俊━宗行（平致行）┳薩摩国（山門院、市来崎）
 　　　　　　　　　　　　　　┣諸県郡（救仁院、串間）
 　　　　　　　　　　　　　　┗筑後国（諸富）など

```

次のようにする系図もある（桓武平氏系図）
```
平良文┳忠光
　　　┣伊佐貞時━良元┳致行━…
　　　┃　　　　　　　┣為賢
　　　┃　　　　　　　┗季基━兼輔（神崎荘）━…
　　　┣忠通━鎌倉景成━…
　　　┗忠頼━…

```

### 鎮西平氏
寛仁3年（1019年）頃の刀伊の入寇に際し藤原北家藤原隆家が率いた九州武士団および、東国から派遣された武士団に平致行（別名に宗行、あるいは致光）、為賢（平為賢、別名に為方、大掾為賢）、伊佐為忠（別名に為宗）らなどが居た。
伊佐為賢は平維幹（大掾維幹、直系五世に多気義幹）の分家の子または庶子と伝わり（『新編常陸国誌』）、常陸平氏・大掾氏の一族である。為賢は肥前国司に任命され後述の藤津荘に入った。致行（宗行）は大宰少弐をつとめていた。
為賢らは刀伊の入寇撃退の恩賞として高来郡を下賜され、伊佐の字をとって伊佐早（諫早）とした。伊佐早に入った一族は肥前船越氏を称した。
ほかに平安時代末期に院近臣の平兼盛（包守）の弟平包信（兼信）が肥前国福田荘に土着し平姓福田氏を称した。
このように反乱や外寇の鎮圧目的、任官もしくは配流のために鎮西に下向した平氏を鎮西平氏と称し一門は次の肥前伊佐氏、福田氏、河邊伊作氏（後述）などに広がった。

### 肥前伊佐氏
肥前国鹿島に土着した鎮西平氏流伊佐氏を肥前伊佐氏と呼ぶ。肥前伊佐氏は、桓武平氏繁盛流大掾氏族である常陸国伊佐郡を本貫とした多気氏の庶家で、伊佐為賢を祖とする。下向前の本貫地は常陸伊佐氏と同地である。
肥前伊佐氏一門においては、肥前国鹿島藤津荘（仁和寺領、現在の佐賀県鹿島市納富分2011 新義真言宗大本山誕生院）の総追補使伊佐平次（平治）兼元の子で藤津荘で生まれたのが後の根来寺覚鑁上人（1096年生）と伝わる。『歴代鎮西誌』によると、兼元は為賢の孫と伝わる。
この時代、薩摩の土豪と肥前伊佐氏との間で盛んに婚姻、養子や猶子縁組がなされていた。伊佐平次兼元と共に伊作良道も伊佐為賢の子孫の一族であるとする説があり、さらに兼元と良道が同一人物ではないかと言う説や、兼元の武功は、後の時代に為賢の武功（すなわち刀伊の入寇）と混同され伝わった（『今昔物語』等）のではないかと言う説もある。
肥前伊佐氏からは他に平経澄（伝肥前有馬氏祖）を輩出。

## 概要
島津荘を開墾した平季基も同族であり、伊作良道（平良道）の子らは河邊一族と言われ（良道の長男道房が河邊氏を称したため）、各地を支配し権勢を誇った。南北朝時代には南朝方として北朝方の島津氏等と激しく争ったが、後に敗北し臣従した。
```
伊作・河邊一族

平貞時………………伊作良道┳川辺道房━川辺道綱
　　　　　　　　　　　　　┣多禰有道━道高━給黎安道
　　　　　　　　　　　　　┣頴娃忠永┳忠方━━┳福本忠保
　　　　　　　　　　　　　┃　　　　┣指宿忠光┗奥忠房
　　　　　　　　　　　　　┃　　　　┣知覧忠信
　　　　　　　　　　　　　┃　　　　┗薩摩忠直┳忠友━是枝忠秀
　　　　　　　　　　　　　┃　　　　　　　　　┣山口忠宗
　　　　　　　　　　　　　┃　　　　　　　　　┗串木野忠道
　　　　　　　　　　　　　┣阿多忠景┳阿多宣澄妻(宗阿弥陀仏)
　　　　　　　　　　　　　┃　　　　┣伊作重澄妻
                  　　　　┃　　　　┗源為朝妻
　　　　　　　　　　　　　┣別府忠明━┳加世田忠真━大浦忠光━坂本忠奥
　　　　　　　　　　　　　┃　　　　　┣谷山忠綱
　　　　　　　　　　　　　┃　　　　　┗谷山信忠(宣澄妻の養子)
　　　　　　　　　　　　　┣鹿児島忠吉(忠景養子)┳久米郡司妻┳忠澄(久米次郎・家願)
　　　　　　　　　　　　　┃　　　　　　　　　　┃　　　　　┗忠重(久米三郎)
　　　　　　　　　　　　　┃　　　　　　　　　　┗鮫島宗家妻━鮫島家高
　　　　　　　　　　　　　┗彼杵三郎久澄妻┳和田八郎親澄(伊作氏の養子)━則澄━実澄━有澄
　　　　　　　　　　　　　　　　　　　　　┣重澄(忠景の婿養子)
　　　　　　　　　　　　　　　　　　　　　┗塩田三郎秋澄━塩田太郎光澄━益山太郎兼澄

```

### 河邊氏
伊作良道（平良道）を祖とする。良道は薩摩国伊作郷（現在の鹿児島県日置郡吹上町）の地に下向、田中城を構え土着し、伊作姓を冠した。河邊は河辺、川辺とも書き、良道の子孫は河邊一族とも呼ばれた。
河邊一族の勢力は南薩摩と薩南島（河邊十二島）に広く及び、子孫は各地の地名を名乗った。河辺氏（道房）、多禰氏（有道）、阿多氏（忠景）、別府氏（忠明）、鹿児島氏（忠吉）、頴娃氏（忠方）、指宿氏（忠光）、知覧氏（忠信）、薩摩氏（忠直）、加世田氏、谷山氏、伊作氏、益山氏などの各氏が発祥した。

### 河邊十二島
鎌倉時代の史料に「口五島」と「奥七島」を合わせて「河邊十二島」とする記述が見える。「口五島」を大隅諸島・上三島の中の5島（竹島、硫黄島、黒島、口永良部島、屋久島）、「奥七島」をトカラ列島に比定する説がある。鎌倉時代の朝廷の支配は口五島までであって奥七島から先は異界であったともされる。
後述の承久の乱以降は、川辺郡や河邊十二島の一部は千竈氏が支配する事になる。坊津の港や、屋久島下郡、奄美大島、喜界島、徳之島、沖永良部島等の奄美群島等が「雨見嶋、私領郡」として千竈氏に与えられた。なお種子島は肥後氏嫡流種子島氏が領した。

### 阿多忠景の乱
一族の阿多忠景（平忠景）は、阿多郡を大宰府に寄進するなど一族内で勢力を伸ばし、継嗣の兄である川辺道房を討つ。兄弟である頴娃忠永、別府忠明や鹿児島忠吉の支援を受け薩摩国や大隅国の荘園を奪い、あるいは国府の支配強化を進めた。
その頃中央では平清盛の権勢が伸長した時期であり、朝廷より薩摩、大隅、日向の三国で専横したかどで追討の宣旨を受け、清盛郎党平家貞に攻められ平治年間（1159年 - 1163年頃か）には硫黄島（鬼界ヶ島または貴海島）に流れたと伝わる。忠景の所領（久吉名（みょう））は薩摩国府の大蔵氏に与えられた。
阿多郡（現・南さつま市）は12世紀当時天然の良港（坊津港、万之瀬川河口）を備え南九州の交易の中心であった。日宋貿易やそれに伴う高麗貿易、南島交易の最重要拠点であり、また同貿易が朝廷の統制を受けない私貿易であった。川辺・阿多一族も交易利権で勢力伸長しており、大宰府を含む交易利権を巡る平氏政権との衝突が背景にあった。
源為朝が忠景（もしくは忠景の子・忠国）の女婿だったとする説がある（保元物語）。

### 衰微
このように南薩摩は平安末期から鎌倉時代に掛けて（終期は諸説あり）、河邊一族が支配していたが、承久の乱（1221年）で河邊久道が郡司を改易されて以降衰えはじめ、得宗家被官の千竈氏に取って代わられた。さらに源頼朝により大隅国・薩摩国の守護に任じられた惟宗忠久（島津忠久、左衛門尉）の子孫の久経、忠宗が弘安の役で武功を挙げこの地に下向、貞久の代に南北朝時代に入り、南朝方についた薩摩・大隅国人らは貞久と激しく争うが敗れ臣従する事になる。